# Имперская инспекционная организация
Имперская инспекционная организация (перс. سازمان بازرسی شاهنشاهی‎, или шахская инспекция) — высший следственный орган Ирана, которая была создана шахским указом 11 октября 1958 году как инструмент «для рассмотрения жалоб общественности на факты взяточничества, казнокрадства и иных злоупотреблений правительственных чиновников и агентств». Обладала фактически неограниченными полномочиями проводить инспекцию на месте любой административной и военной организации на любом уровне и в любом месте страны. Шахская инспекция не подчинялась ни Меджлису, ни партии «Растахиз», ни правительству, ни полиции, ни вооруженным силам – она была подотчетна лишь только шаху, и была уполномочена также «следить» за работой и деятельностью тайной полиции САВАК.

## Формирование
Создание Имперской инспекционной организации было обусловлено контекстом и факторами, которые в основном были связаны с событиями и последствиями государственного переворота 1953 года. Распространение коррупции, особенно в сфере бюрократии, внутренних беспорядков и страха правящего режима перед переворотами и планами саботажа оппозиции, необходимость наблюдения за различными районами страны и контроля над деятельностью бюрократии, иностранных агентов и проникновение шпионов в органы безопасности и разведки Ирана дало основание для Мохаммеда Реза Пехлеви издать приказ о создании инспекционной организации. После свержения Мосаддыка шах сконцентрировал в своих руках реальную власть и использовал различные средства для максимального контроля над обществом и правительством. Одной из наиболее важных из этих мер было создание такого учреждения, чтобы быть в курсе событий и внутренней ситуации в кратчайшие сроки и без дополнительных административных действий. Таким образом, в результате всех этих условий, шах в 1958 году в период кабинета Манучехра Эгбаля издал указ о создании организации со следующей задачей:
«Для рассмотрения жалоб людей на правительственные ведомства и правительственных чиновников, включая государственные, военные и судебные, а также муниципалитеты и государственные предприятия, весь или часть капитала которых принадлежит правительству, мы считаем необходимым сформировать организацию под названием «Имперская инспекционная организация». Поступающие к нам жалобы и претензии должны быть обработаны, и результат должен быть передан нам как можно скорее».
После издания шахского указа организация начала действовать с широкими полномочиями под руководством генерала Мортезы Язданпанаха, который был из военных времен Реза Пехлеви. В октябре 1958 года была создана Имперская инспекционная организация, а вскоре после этого устав и полномочия организации были урегулированы в 8 статьях и утверждены 23 декабря 1958 года.

## Функции
Организация подчинялась непосредственно шаху, и первоначально ее возглавлял генерал Хоссейн Фардуст, друг детства шаха Мохаммеда Реза Пехлеви. Шахская инспекция лишь за девять месяцев получила около 39 тыс. жалоб от населения, а за первый год работы «получил 52 000 жалоб и уволил 424 должностных лица». Имперская инспекционная организация следила за ходом административных работ и проводила внезапные выборочные проверки правительственных министерств и ведомств.
В начальный период создания «шахской инспекции» правительство стало предпринимать более активные шаги по борьбе с коррупцией. «Шахская инспекция» выявила причастность целого ряда высокопоставленных лиц к аферам с подрядными работами и торговлей земельными участками под городское строительство. В 1958 г. был принят закон, запрещавший государственным служащим, депутатам парламента (даже юристам по профессии) и членам правительства участвовать в сделках по государственным контрактам. В марте 1959 года вступил в действие закон о периодической переписи доходов и имущества всех государственных служащих и военных. На основании этих законов подвергли тюремному заключению целый ряд высокопоставленных лиц, в том числе начальника генерального штаба.
В июне 1977 года специальным указом были расширены полномочия организации по проведению провинциальных проверок на местах.

## Упразднение и воссоздание
В 1962 году, премьер-министр Али Амини в целях сокращения размера государственной бюрократии в рамках своей политики экономии, упразднил шахскую инспекцию, но через несколько лет она была воссоздана. В резолюциях партии «Иране новин» и Конгресса по административной революции рекомендовалось создать организацию для рассмотрения жалоб граждан на чиновников и администрацию. Конгресс также настаивал на том, чтобы данная организация находилась под контролем шаха.
В день утверждения резолюции Конгресса (7 февраля) шах пообещал в ближайшее время восстановить «Имперскую инспекционную организацию» и наделить ее более широкими полномочиями по расследованию и даже «предоставлению оперативных решений» жалоб и проблем общественности. 31 мая Национальное консультативное собрание (парламент) утвердил законопроект о создании инспекционной организации.
Организация была воссоздана 2 июня 1968 года в соответствии с новым законом. В то время как первоначальная «шахская инспекция» была создана указом монарха, новая инспекционная организация была создана на основании специального закона парламента. Закон определил данный орган как «Управление генеральной инспекции Министерства юстиции». Другой целью данной организации являлось улучшение имиджа монархии и авторитета шаха в глазах населения
В соответствии с законом Организация была уполномочена назначать свой персонал из числа действующих или вышедших на пенсию гражданских служащих и армейских офицеров. Кроме того, было разрешено формировать специальные группы инспекторов для расследования финансовых нарушений. Было дано право временно отстранять государственных чиновников от занимаемых ими должностей.
Персонал организации был небольшим, а её бюджет был в размере $11 миллионов.
Также, 2 июня генерал-лейтенант Мортеза Язданпанах [который также был главой первоначальной шахской инспекции с 1958 по 1962 год] был назначен главой новой Инспекционной организации, который сразу же приступил к подбору персонала.
В 1972 году новым главой «шахской инспекции» стал генерал Хоссейн Фардуст, при котором инспекция была существенно реорганизована и масштабы деятельности организации значительно превзошли период Язданпанаха.

## После революции
Шахская инспекция была упразднена после победы исламской революции 1979 года. Новые власти на ее базе создали «Исламскую инспекционную организацию».

## Руководители «шахской инспекции»
- Генерал-лейтенант Мортеза Язданпанах (1958–1962; 1968–1972)
- Генерал Хоссейн Фардуст (1972–1979)[7]